# Acheron (Mythologie)
Acheron (altgriechisch Ἀχέρων Achérōn) ist in der griechischen Mythologie die Personifikation des Flusses Acheron.
Der Name wurde wohl von ἄχος áchos, deutsch ‚Schmerz, Kummer‘, abgeleitet. Entsprechend gilt Acheron als Fluss des Leides, des Schmerzes und auch als Totenfluss, über den die Seelen der Toten übergesetzt werden oder den sie durchschwimmen müssen. Gelegentlich wird der Name als Synonym der Unterwelt benutzt, vor allem von den alexandrinischen und römischen Dichtern. 
In den Acheron münden die anderen Flüsse der Unterwelt, Styx, Kokytos, Phlegethon und Lethe. 
Natale Conti nahm an, dass Acheron in die Unterwelt versetzt wurde, da er den Titanen im Kampf gegen Zeus zu trinken gereicht hat.
Nach Apollodor zeugte er mit Gorgyra Askalaphos, nach Ovid aber mit Orphne, die deswegen oft mit Gorgyra gleichgesetzt wird.
In der Göttlichen Komödie ist der Acheron der erste Fluss der Hölle, auf welchem die bösen Seelen von Charon in die Hölle übergesetzt werden.